# Base de información gestionada
La Base de Información Gestionada (Management Information Base o MIB) es un tipo de base de datos que contiene información jerárquica, estructurada en forma de árbol, de todos los parámetros gestionables en cada dispositivo gestionado de una red de comunicaciones. Es parte de la gestión de red definida en el modelo OSI. Define las variables usadas por el protocolo SNMP para supervisar y controlar los componentes de una red. Está compuesta por una serie de objetos que representan los dispositivos (como enrutadores y conmutadores) en la red. Cada objeto manejado en un MIB tiene un identificador de objeto único e incluye el tipo de objeto (tal como contador, secuencia o gauge), el nivel de acceso (tal como lectura y escritura), restricciones de tamaño, y la información del rango del objeto.
Los formatos del MIB de CMIP y del SNMP se diferencian en estructura y complejidad. Los objetos de una MIB se definen usando un subconjunto del ASN.1, la versión 2 de la estructura de la información gestionada (Structure of Management Information Version 2 o SMIv2) definido en el RFC 2578. El software que procesa esa información para crear la base de datos se denomina "compilador de MIBs" (MIB Compiler). Las MIBs suelen ser modificadas cada cierto tiempo para añadir nuevas funcionalidades, eliminar ambigüedades y arreglar fallos. Estos cambios se han de hacer de acuerdo con la sección 10 del RFC 2578. 

## La MIB-II
La MIB-II es la base de datos común para la gestión de equipos en internet. Esta MIB se ha actualizado bastantes veces. Originalmente estaba definida en el RFC 1213. Con la aparición de SNMPv2 y SNMPv3 esta MIB se amplió y se dividió en varios RFCs: RFC 4293, RFC 4022, RFC 4113, RFC 2863 y RFC 3418. Se apoya en el modelo de información estructurada definido en el RFC 1155, que establece las bases para definir la MIB, indica los tipos de objetos que se pueden usar y define el uso de ASN.1.

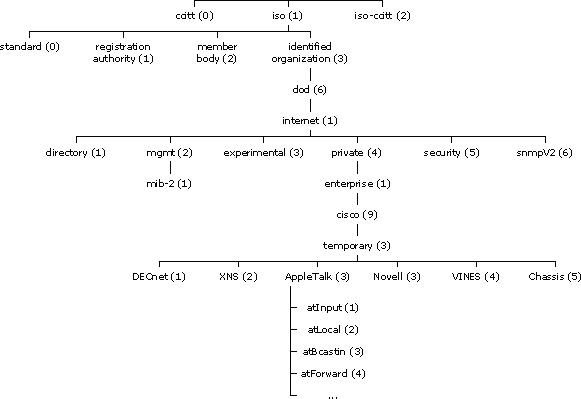
La MIB-II cuelga del nodo 1.3.6.1.2.1 del árbol de registro.

### Tipos de nodos
Existen dos tipos de nodos: estructurales y de información.
- Los nodos estructurales sólo tienen descrita su posición en el árbol. Son "ramas". Por ejemplo:

```
ip OBJECT IDENTIFIER ::= { 1 3 6 1 2 1 4 }
```

- Los nodos con información son dos "hoja". De ellos no cuelga ningún otro nodo. Estos nodos están basados en la macro OBJECT TYPE, por ejemplo:

```
ipInReceives OBJECT TYPE
  SYNTAX Counter
  ACCESS read-only
  STATUS mandatory
  DESCRIPTION "texto descriptivo indicando para qué vale"
::= { ip 3 }
```

Este fragmento ASN.1 nos indica que el objeto "ipInReceives" es un contador de sólo lectura que es obligatorio incorporar si se quiere ser compatible con la MIB-II (aunque luego no se utilice) y que cuelga del nodo ip con valor tres. Como antes hemos visto el nodo estructural "ip" con su valor absoluto, podemos ver que identificador de objeto de "ipInReceives" es "1.3.6.1.2.1.4.3".

### Estructura
La MIB-II se compone de los siguientes nodos estructurales:
- System: de este nodo cuelgan objetos que proporcionan información genérica del sistema gestionado. Por ejemplo, dónde se encuentra el sistema, quién lo administra...
- Interfaces: En este grupo está la información de las interfaces de red presentes en el sistema. Incorpora estadísticas de los eventos ocurridos en el mismo.
- At (address translation o traducción de direcciones): Este nodo es obsoleto, pero se mantiene para preservar la compatibilidad con la MIB-I. En él se almacenan las direcciones de nivel de enlace correspondientes a una dirección IP.
- Ip: En este grupo se almacena la información relativa a la capa IP, tanto de configuración como de estadísticas.
- Icmp: En este nodo se almacenan contadores de los paquetes ICMP entrantes y salientes.
- Tcp: En este grupo está la información relativa a la configuración, estadísticas y estado actual del protocolo TCP.
- Udp: En este nodo está la información relativa a la configuración, estadísticas del protocolo UDP.
- Egp: Aquí está agrupada la información relativa a la configuración y operación del protocolo Exterior Gateway Protocol.
- Transmission: De este nodo cuelgan grupos referidos a las distintas tecnologías del nivel de enlace implementadas en las interfaces de red del sistema gestionado.

### Sintaxis
En el RFC 1155 están definidos los siguientes tipos de objetos:
- Universales
  - Integer: para objetos que se representen con un número entero.
  - Octet String: para texto.
  - Null: cuando el objeto carece de valor.
  - Object Identifier: para nodos estructurales.
  - Sequence y Sequence of: para arrays.
- Application Type
  - IpAddress: para direcciones IP
  - Counter: para contadores.
  - Gauge
  - Timeticks: para medir tiempos. Cuenta en centésimas de segundos.
  - Opaque: para cualquier otra sintaxis ASN.1.

### Definición de tablas
Las tablas son un tipo estructurado. se definen usando los tipos "Sequence" y "Sequence of" y la cláusula "index". La tabla consiste en un array ("secuence of") de filas, cada una formada por un "Sequence" que define la columna.

## Índice de MIBs
- SNMP - SMI: Definida en el RFC 1155, es la estructura de información gestionada (SMI).
- MIB-I: Definida en el RFC 1156, históricamente usada con CMOT pero no vale para SNMP.
- SNMPv2-SMI: Definida en el RFC 2578, es la estructura de información gestionada versión 2 (SMIv2)
- MIB-II: Definida en el RFC 1213, es la MIB para gestión de redes internet (basadas en TCP/IP).
- SNMPv2-MIB: Definida en el RFC 3418 es una MIB para la versión 2 de SNMP (SNMPv2).
- TCP-MIB: Definida en el RFC 4022, es una MIB para TCP.
- UDP-MIB: Definida en el RFC 4113, es la MIB para UDP.
- IP-MIB: Definida en el RFC 4293, es la MIB para IP.
- IF-MIB: Definida en el RFC 2863 es la MIB del grupo de interfaces.
- ENTITY-MIB: Definida en el RFC 4133, es la MIB de entidades versión 3.
- ENTITY-STATE-MIB: Definida en el RFC 4268, es la MIB de los estados de las entidades.
- ALARM-MIB: Definida en el RFC 3877, es una MIB que define alarmas.
- Canal de Fibra
  - FC-MGMT-MIB: Definida en el RFC 4044, es la MIB para gestionar canales de fibra óptica.
  - FIBRE-CHANNEL-FE-MIB: Definida en el RFC 2837, contiene las definiciones de los objetos gestionados para el "Fabric Element" en un canal de fibra estándar.
- Puente
  - P-BRIDGE-MIB: Definida en RFC 2674-1999, es un estándar propuesto. Contiene las definiciones de los objetos gestionados para puentes, con clases de tráfico, filtrado multicast y extensiones VLAN.
  - SBRIDGEMIB: Definida en RFC 1525-1993, es un estándar propuesto, contiene las definiciones de los objetos gestionada para puentes con enrutamiento fuente.
  - BRIDGEMIB: Definida en el RFC 1493-1993, es un borrador de estándar. Contiene definiciones de los objetos gestionados en puentes.
- HPR-IP-MIB: Definida en el RFC 2584, contiene definiciones de objetos gestionados para APPN/HPR en redes IP.

### RFCs
- RFC 1155 "Structure and Identification of Management Information for TCP/IP based internets"
- RFC 1157, "A Simple Network Management Protocol"
- RFC 1213, "Management Information Base for Network Management of TCP/IP-based internets"
- RFC 2578 (en inglés).
- RFC 2863 "The Interfaces Group MIB"
- RFC 3418 "Management Information Base (MIB) for the Simple Network Management Protocol (SNMP)".
- RFC 4022 "Management Information Base for the Transmission Control Protocol (TCP)"
- RFC 4113 "Management Information Base for the User Datagram Protocol (UDP)"
- RFC 4293 "Management Information Base for the Internet Protocol (IP)"

- Datos: Q1519460